# Wasterkingen
Wasterkingen je obec v okrese Bülach v kantonu Curych ve Švýcarsku. Žije zde 560 obyvatel.

## Geografie
Obec Wasterkingen leží v nejsevernější části okresu Bülach na pravém břehu Rýna, zvané Rafzerfeld, na hranicích s Německem. Obcí prochází silnice do německého Hohentengenu a nachází se na svahu masivu Kalten Wangen. Původně se skládala ze dvou seskupených vesnic, které se postupným rozrůstáním spojily. Z rozlohy obce tvoří 49,5 % zemědělská půda, 43,4 % lesy, 4,6 % zastavěné plochy a 2,0 % slouží dopravě. 0,5 % tvoří neproduktivní půda (stav k roku 2018). Sousedními obcemi jsou Hohentengen v Německu a Hüntwangen a Wil ve Švýcarsku. Západně od obce probíhá hranice mezi Německem a Švýcarskem.

## Historie

Letecký pohled (1964)

První písemná zmínka o obci pochází z roku 1102 jako o Wastachinginu, který byl v té době součástí zemského panství Klettgau. Vrchnostenskou příslušnost získala v roce 1408 hrabata ze Sulzu, zatímco nižší příslušnost drželi baroni z Tengenu a od roku 1496 město Curych. Od roku 1560 vlastnil většinu pozemků rod Rordorf z Curychu. V roce 1651 hrabě Johann Ludwig II. von Sulz prodal Rafzerfeld se všemi právy městu Curych.
Jako zemědělská obec byl Wasterkingen závislý především na zemědělství a vinařství, od 17. století se zde provozovalo také podomácku vyráběné tkalcovství slámy. Od roku 1798 byl Wasterkingen obcí v okrese Bülach, od roku 1814 ve správním obvodu Embrach a od roku 1831 opět v okrese Bülach. K industrializaci nedošlo, ještě v roce 2005 bylo v obci 55 % pracovních míst v zemědělství. V letech 1870–1960 počet obyvatel trvale klesal a teprve od roku 1970 dochází opět k nárůstu počtu obyvatel, nyní především díky přílivu obyvatel, kteří za prací dojíždějí.

## Obyvatelstvo
| Vývoj počtu obyvatel | Vývoj počtu obyvatel | Vývoj počtu obyvatel | Vývoj počtu obyvatel | Vývoj počtu obyvatel | Vývoj počtu obyvatel | Vývoj počtu obyvatel | Vývoj počtu obyvatel | Vývoj počtu obyvatel | Vývoj počtu obyvatel | Vývoj počtu obyvatel | Vývoj počtu obyvatel | Vývoj počtu obyvatel | Vývoj počtu obyvatel | Vývoj počtu obyvatel |
| -------------------- | -------------------- | -------------------- | -------------------- | -------------------- | -------------------- | -------------------- | -------------------- | -------------------- | -------------------- | -------------------- | -------------------- | -------------------- | -------------------- | -------------------- |
| Rok                  | 1634                 | 1640                 | 1709                 | 1836                 | 1850                 | 1900                 | 1950                 | 2000                 | 2005                 | 2010                 | 2015                 | 2020                 | 2022                 |                      |
| Počet obyvatel       | 245                  | 109                  | 281                  | 386                  | 437                  | 353                  | 275                  | 568                  | 555                  | 559                  | 573                  | 564                  | 587                  |                      |

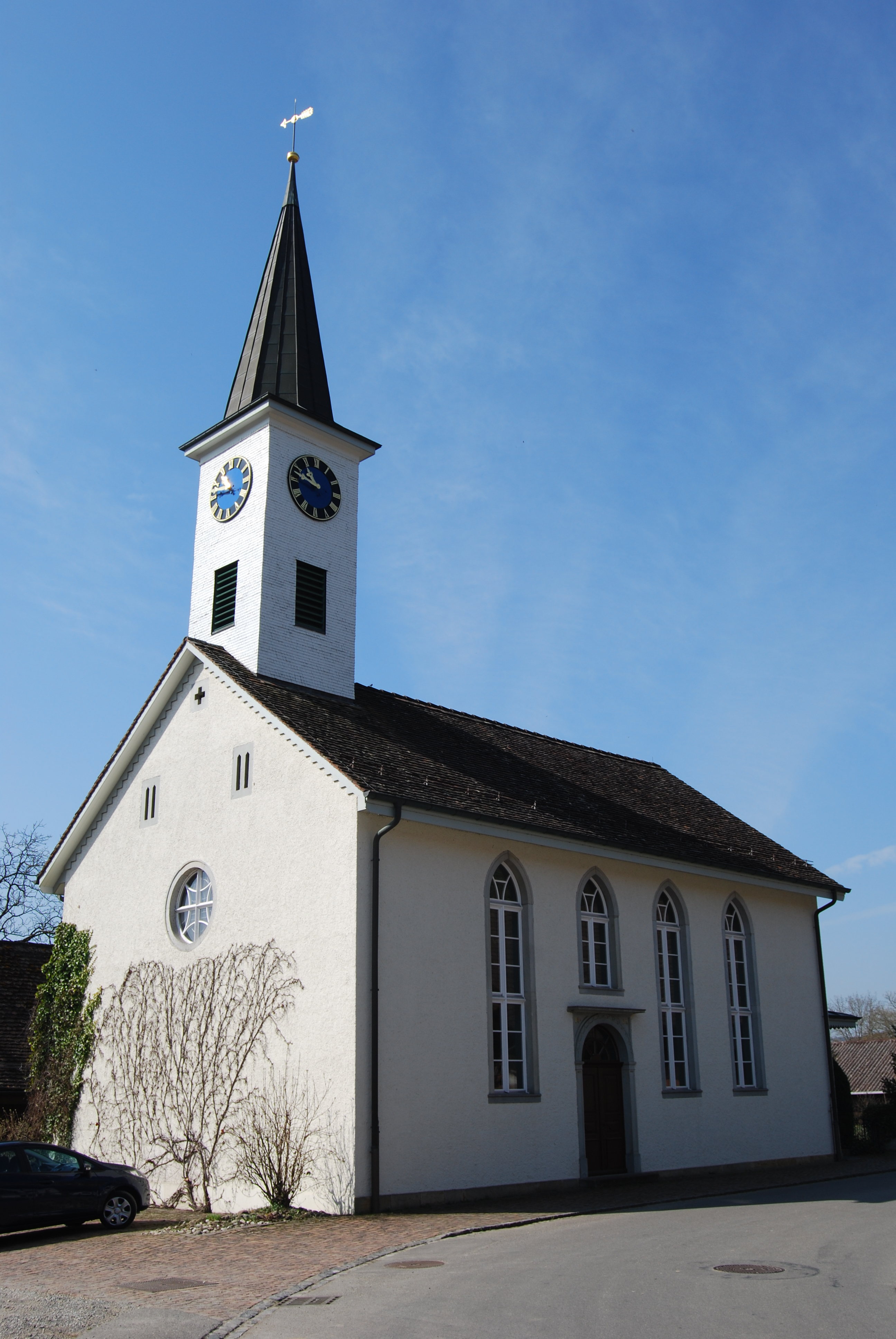
Kostel

V roce 2022 se 48,4 % obyvatel hlásilo k evangelické reformované církvi, 15,2 % k římskokatolické církvi a 36,5 % k jinému vyznání nebo bez vyznání.

## Doprava
Obcí prochází mezistátní silnice z Německa do Švýcarska číslo 161, zvaná Badener Landstrasse. Napojení obce na síť veřejné dopravy zajišťují autobusy Postauto. 5 kilometrů od obce prochází železniční trať Bülach–Schaffhausen, na které se nachází železniční stanice Hüntwangen-Wil a po které jezdí v pravidelném intervalu linky S-Bahn Curych, spojující obec jak s Curychem, tak Schaffhausenem.
Nejbližší dálnicí je A51 v asi 10 km vzdáleném Bülachu.